# Laurean Rugambwa
Laurean Rugambwa (12. srpnja 1912. – 8. prosinca 1997.) bio je prvi autohtoni Afrikanac koji je postao kardinal Katoličke Crkve. Služio je kao nadbiskup Dar-es-Salaama od 1968. do 1992., i bio je kardinal od 1960. godine.
Rođen u je plemićkoj obitelji u Bokongu u Tanganjiki (današnja Tanzanija), a krstio se sa svojim roditeljima u dobi od 8 godina, 19. ožujka 1921. Nakon školovanja u sjemeništu Katigondo u Ugandi, zaređen je za svećenika 12. prosinca 1943. Rugambwa tada počinje misijski rad u Zapadnoj Africi, do 1949., kada je otišao u Rim na studij na papinskom sveučilištu Urbaniana, na kojemu je stekao doktorat u kanonskom pravu.
13. prosinca 1951, imenovan je naslovnim biskupom Febiana i prvim apostolskim vikarom Donje Kagere. Najmlađi od afričkih biskupa, primio je biskupsko ređenje 10. veljača 1952. od nadbiskupa Davida Mathewa.  Papa Pio XII. imenovao ga biskupom. Ivan XXIII. 28. ožujka 1960 imenovao ga je kardinalom te je tako postao prvi autohtoni afrički kardinal.
Rugambwa je sudjelovao na Drugom vatikanskom saboru od 1962. do 1965. godine. Bio je jedan od kardinala izbornika koji su 1963. godine odabrali Pavla VI. za papu, također je sudjelovao u izboru Ivana Pavla I. i Ivana Pavala II. Podnio je ostavku na mjesto nadbiskupa 22. srpnja 1992., nakon dvadeset tri godine radnoga staža, tijekom kojega je osnovao prvu katoličku bolnicu i ženski Rimokatolički vjerski institut. Rugambwa je umro u Dar-es-Salaamu, u dobi od 85 godina.

## Vanjske poveznice
- Njegova Eminencija kardinal Laurean Rugambwa  Arhivirana inačica izvorne stranice od 22. veljače 2013. (Wayback Machine)
- Kardinal Svete Rimske Crkve  Arhivirana inačica izvorne stranice od 8. listopada 2009. (Wayback Machine)
- Katolička-Hijerarhija